# Dubiaranea decurtata
Dubiaranea decurtata is een spinnensoort uit de familie hangmatspinnen (Linyphiidae). De soort komt voor in Bolivia.